# Ritratto del dottor Rey
Ritratto del dottor Rey è un dipinto a olio su tela (63 x 53 cm) realizzato nel 1889 dal pittore post impressionista olandese Vincent van Gogh.
Fu realizzato a Arles, probabilmente tra il 7 e il 17 gennaio 1889, ed è oggi conservato nel Museo Puškin di Mosca.
Il quadro è firmato in rosso, in basso a destra, Vincent, Arles, 89.
Félix Rey fu medico di Van Gogh, poi divenutogli amico. Fu lui, nell'ospedale di Arles, a curare l'artista dopo il taglio dell'orecchio, e ad assisterlo nel momento di crisi, diagnosticandogli una grave forma epilettica.
Per gratitudine, Van Gogh gli fece, e gli donò, questo splendido ritratto, che ebbe una storia travagliata. Se Rey stesso dimostrò di non averlo apprezzato granché, la madre del medico lo disprezzò immediatamente, al punto da usarlo per tappare un buco nella rete del pollaio (o forse di un granaio). 
Nell'aprile del 1901, il futuro pittore Charles Camoin, allora soldato del 55 ° reggimento di fanteria di stanza ad Arles, incontrò il dottor Rey che gli parlò di questo dipinto. Camoin lo comprò e lo depositò presso un rivenditore di dipinti di Marsiglia, il signor Molinard.
Alcune settimane dopo, l'opera, che non aveva trovato un acquirente a Arles, fu inviata al corrispondente parigino di Molinard, il commerciante Ambroise Vollard, che trovò un acquirente per 150 franchi. Il dipinto portava allora il nome di Portrait d'homme sur châssis, buste de face légèrement orienté vers la droite, signé en rouge : Vincent, Arles, janvier 1889 (Ritratto di un uomo su un telaio, busto anteriore leggermente orientato a destra, firmato in rosso: Vincent, Arles, gennaio 1889).
Fu in queste condizioni che l'opera fu trovata nel 1895 da Ambroise Vollard, che la salvò, per poi venderla al mercante russo Ivan Morozov. Dalla sua collezione, il quadro passò successivamente al Museo Puskin di Mosca.